# Invicta

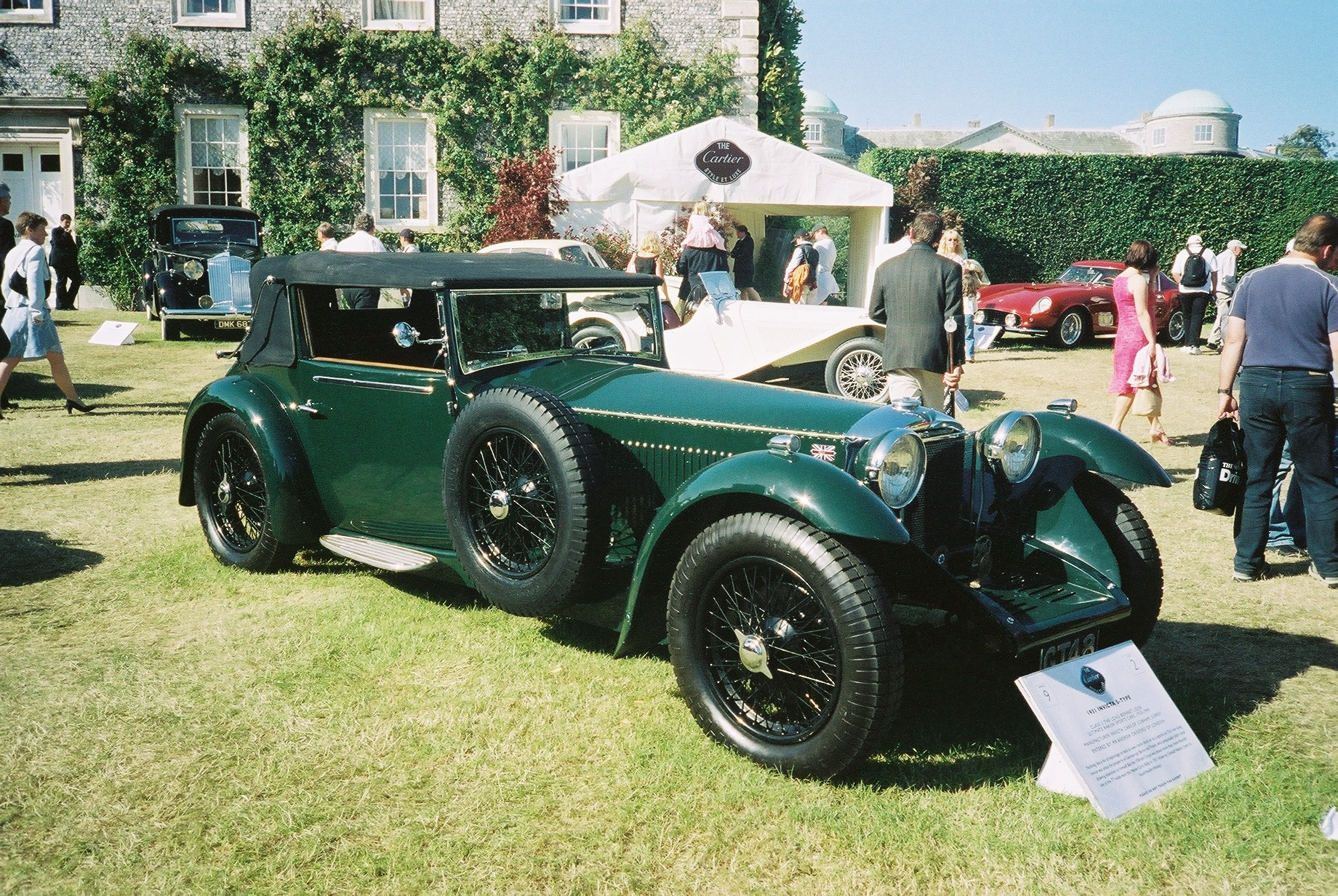
Invicta S-type 1931.

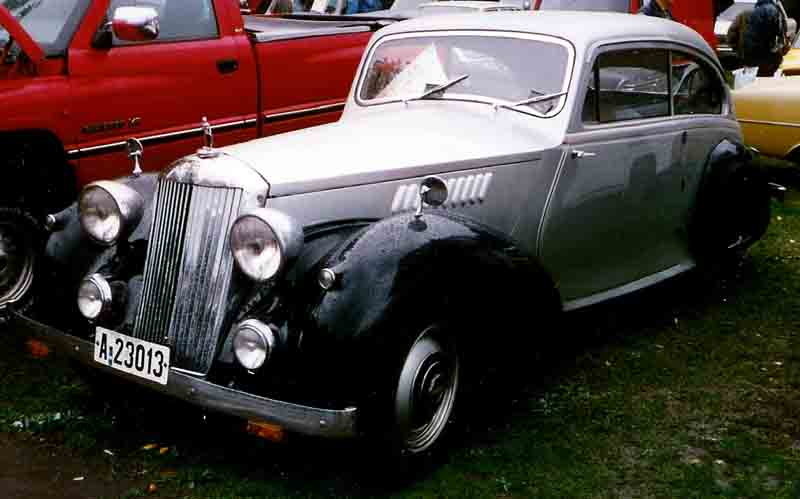
Invicta Black Prince.

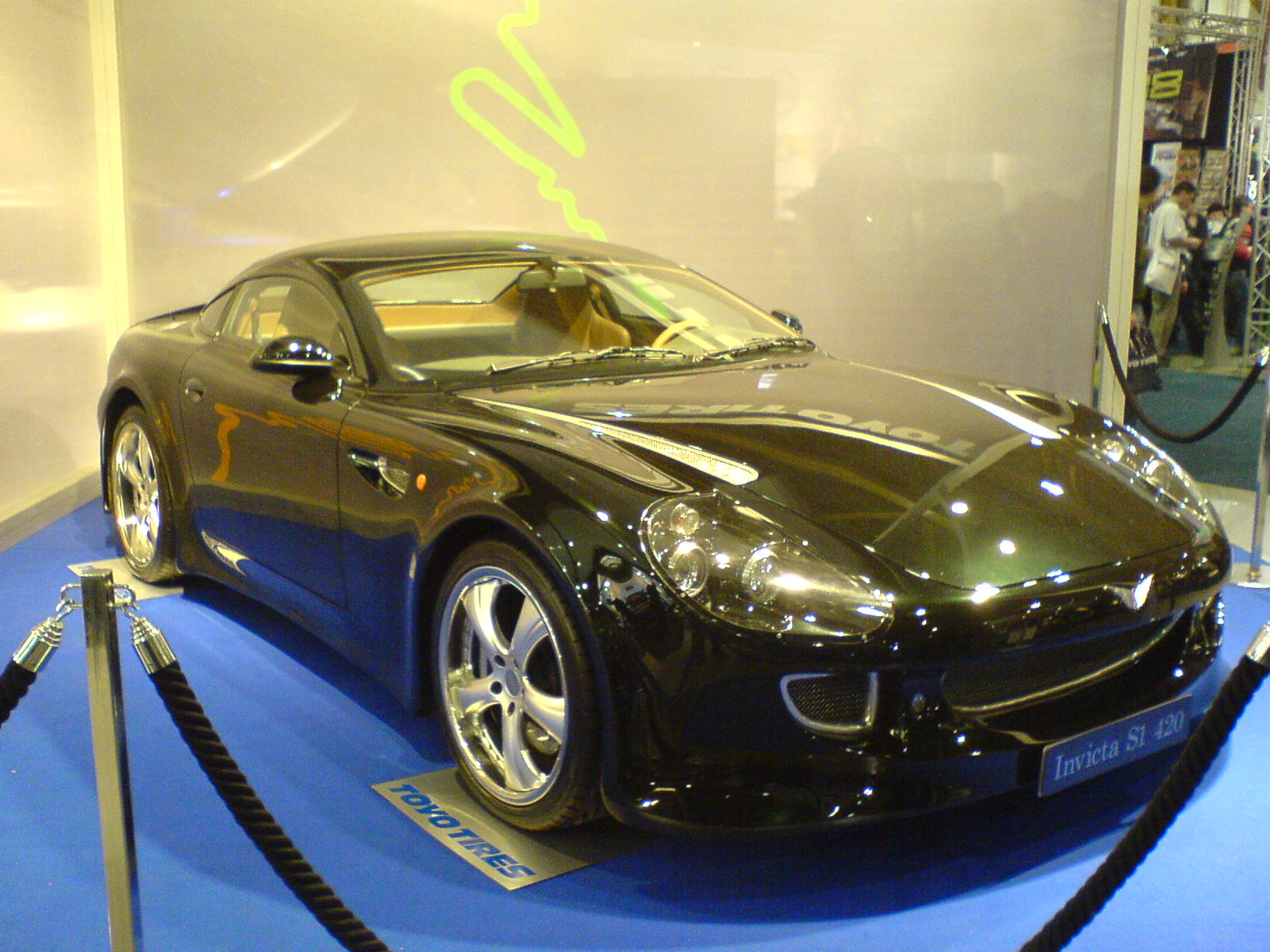
Invicta S1 2008.

Invicta Cars var en brittisk biltillverkare som verkade mellan 1925 och 1950.
Märket återupplivades åren 2005-2012 under namnet Invicta av Invicta Car Company Ltd sedermera Westpoint Car Company Ltd  i Clippenham, Wiltshire.

## Invicta 1925-1950
Företaget startades 1925 av Noel Macklin. Bilarna utmärktes av sina ovanligt stora sexcylindriga motorer med högt vridmoment, för att vara brittiska sportbilar. Motorerna köptes från den fristående motortillverkaren Meadows och växte genom åren från 2,5 liter till 4,5 liter. Bilarna var framgångsrika inom bilsporten och vann Dewar Trophy två gånger under 1920-talet. 1931 vann Donald Healey Monte Carlo-rallyt med en Invicta och året därpå kom han på andra plats. 
1932 gjordes ett försök att bredda modellutbudet med en mindre bil med en Wilson förväljarlåda. Produktionen upphörde dock 1935 och Macklin gick vidare till Railton.
1946 kom namnet Invicta tillbaka, nu på lyxbilen Black Prince. Den sexcylindriga trelitersmotorn tillverkades återigen av Meadows. Den hade dubbla överliggande kamaxlar och dubbeltändning. Bilen hade en steglös automatväxellåda och individuell hjulupphängning med torsionsstavar runt om. Den avancerade bilen var mycket dyr och endast cirka tjugo bilar byggdes fram till 1950.

## Invicta 2005-2012
2004 startades Invicta Car Company Ltd som från år 2005 tillverkade modellen Invicta S1. Bilen hade en V8-motor från Ford och kaross i kolfiberarmerad komposit. Bilföretaget gick i konkurs i april 2012

### Fotnoter
1. 1 2  hämtat från: italienskspråkiga Wikipedia.[källa från Wikidata]
2. ↑  Företagets hemsida http://www.invictacar.com Arkiverad 23 augusti 2009 hämtat från the Wayback Machine. är numera (2013) nedtagen
3. ↑  Källa: The Telegraph från den 30 april 2012 (Invicta goes bust läst 2013-04-17) och Gazette & Herald från den 27 april 2012 (End of an era for sports car läst 2013-04-17)